# Aphis veronicicola
Aphis veronicicola är en insektsart. Aphis veronicicola ingår i släktet Aphis och familjen långrörsbladlöss. Inga underarter finns listade i Catalogue of Life.